# Phelsuma guttata
Phelsuma guttata este o specie de șopârle din genul Phelsuma, familia Gekkonidae, descrisă de Kaudern în anul 1922. A fost clasificată de IUCN ca specie cu risc scăzut. Conform Catalogue of Life specia Phelsuma guttata nu are subspecii cunoscute.

## Galerie

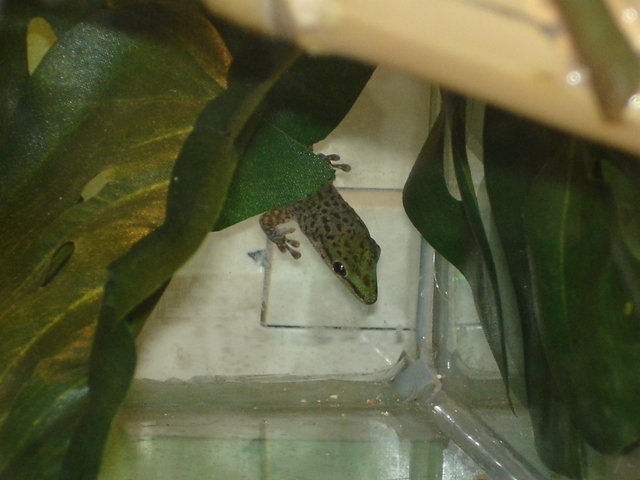